# Zodiaco - Il libro perduto
Zodiaco - Il libro perduto è una miniserie televisiva italiana della Rai del 2012.
La miniserie TV, composta da 4 puntate, è liberamente tratta dalla fiction francese Le Maître du Zodiaque, quest'ultima andata in onda nel 2008 sulla stessa rete. Gli attori protagonisti sono Sergio Assisi, Magdalena Grochowska, Andrea Bosca, Marina Tagliaferri, Marc Tainon e con la partecipazione straordinaria di Antonia Liskova. La regia è di Tonino Zangardi.
La fiction ha debuttato su Rai 2 l'11 aprile 2012, ma dopo i bassi risultati d'ascolto delle prime due puntate è stata spostata su Rai Premium, dove è ripartita dal primo episodio, il 23 aprile 2012.

## Trama
Zodiaco - Il libro perduto si svolge in un collegio in cui ha insegnato Nostradamus: è ciò che lega questa nuova miniserie alla precedente, che ruotava invece intorno a una vicenda familiare.
Mentre sta raggiungendo la madre Grazia e il nipote Riccardo a Castel Del Fiume, Ester Musso non fa in tempo a comunicare alla madre una verità sconvolgente, che la donna muore in un incidente automobilistico. Il gemello Matteo Rossi/Carlo Musso (è questo il vero nome del serial killer lo Zodiaco) ne ha percepito la morte e impazzisce dal dolore. Adesso il suo solo pensiero è vendicarne la morte, risultando subito il sospettato principale per la serie di omicidi che mette in crisi la polizia locale. Il commissario Eva Gruber torna in Italia dopo molti anni passati in Polonia e incontra Julian Savelli, un amico con cui Ester aveva indagato sul Collegio San Filippo. Eva si troverà a indagare su una serie di inspiegabili delitti, che la portano a sospettare dell'esistenza di una setta i cui adepti, con azioni criminali, vogliono sovvertire la società o fare qualcosa di ancora peggio. Messa in guardia da Julian, Eva scopre che anche il giovane Riccardo Santandrea è stato cooptato tra gli adepti della setta. Matteo, una volta scappato dal carcere, è tornato dov'è per lui tutto è cominciato (l'istituto San Filippo), e così chiede aiuto alla madre Grazia. Alcuni componenti della famiglia Daverio perdono la vita in modo particolare: ognuno di loro si suicida dopo essere stati guardati da un misterioso personaggio; l'unica Daverio a non suicidarsi è Lea, che ha una relazione con Matteo. Eva e Julian scoprono che nei sotterranei del collegio e nascosta la setta e continuano a indagare anche grazie a una vecchia cartina del collegio. Il sospetto dei due è che l'organizzazione stia usando i suoi iniziati per una perversa volontà. Ma perché agisce con le stesse modalità dello Zodiaco? E che cosa sta vendicando? Julian ed Eva trovano il nascondiglio dove sembra esserci stato un bambino, probabilmente Matteo. Non è così, infatti prima di suicidarsi, il nonno di Lea consegna un fascicolo alla nipote e le ordina di portarlo dal commissario Gruber, che inizia a leggerlo insieme a Julian. Leggendolo, Eva scopre di essere stata tenuta prigioniera nei sotterranei, e che il suo vero nome è Ester ed è la sorella maggiore di Ester e di Matteo, il quale si getta in un pozzo insieme all'assassino di Ester, ovvero il maestro del collegio (per proteggerla da lui), il quale attraverso lo sguardo ordinava alle sue vittime di suicidarsi.